# Haasia tridentis
Haasia tridentis är en mångfotingart som först beskrevs av Karl Wilhelm Verhoeff 1931.  Haasia tridentis ingår i släktet Haasia och familjen Haasiidae. Inga underarter finns listade i Catalogue of Life.